# メリサ・マンチェスター
メリサ・マンチェスター（Melissa Manchester、1951年2月15日 - ）は、アメリカ合衆国ニューヨーク州ニューヨーク出身のシンガーソングライター、女優。

## プロフィール
ブロンクス区にてバスーン奏者の父と服飾デザイナーの母との間に生まれ、後にマンハッタンに移り住む。幼少時にはゴスペルやクラシック、サルサなどを聴いて育った。15歳でコマーシャル・ソングの吹き込みなどプロの歌手として活動を始め、16歳からはチャペル音楽出版のスタッフ・ライターとして2年間勤めている。
その後ニューヨーク大学の芸術学部に入学。大学ではポール・サイモンに師事し、作曲を学ぶ。1972年頃、クラブで弾き語りをしているところを見かけたベット・ミドラーとバリー・マニロウに誘われ、ベットのバック・コーラスに参加。間もなくアリスタ・レコードとの契約・デビューとなり、1973年より本格的にプロの歌手として歩み始めることとなった。
1970年代から1980年代にかけて、幅広い音楽性でポップシンガーとしての地位を築いた。1976年2月に初来日している。1982年5月リリースの「You Should Hear How She Talks About You」邦題「気になるふたり」が1982年9月、USビルボードホット100で5位に達し彼女の最大ヒット曲となった。現在も現役で歌い続けており、1996年には山下達郎のシングル「愛の灯〜STAND IN THE LIGHT」でデュエットを披露するなど、その活動はワールドワイドである。なお、スライ&ザ・ファミリー・ストーンなどのR&Bやザ・ビーチ・ボーイズなどロックのカバー曲を取り入れたり、デイヴィッド・T・ウォーカーやリー・リトナーら一流のスタジオ・ミュージシャンを起用するなどのAORやフュージョンへのクロスオーバー感覚を取り入れるその音楽性はMORと位置づけられる傾向がある。

## ディスコグラフィ

### スタジオ・アルバム
- 『ホーム・トゥ・マイセルフ』 - Home to Myself (1973年、Arista)
- 『ブライト・アイズ』 - Bright Eyes (1974年、Arista)
- 『想い出にさようなら』 - Melissa (1975年、Arista)
- 『ベター・デイズ&ハッピー・エンディングス』 - Better Days and Happy Endings (1976年、Arista) ※旧邦題『幸せの日々』
- 『ヘルプ・イズ・オン・ザ・ウェイ』 - Help Is on the Way (1976年、Arista) ※旧邦題『愛の道標』
- 『雨と唄えば』 - Singin'... (1977年、Arista)
- 『あなたしか見えない』 - Don't Cry Out Loud (1978年、Arista)
- 『メリサ・マンチェスター』 - Melissa Manchester (1979年、Arista)
- 『フォー・ザ・ワーキング・ガール』 - For the Working Girl (1980年、Arista)
- 『ヘイ・リッキー』 - Hey Ricky (1982年、Arista)
- 『エマージェンシー』 - Emergency (1983年、Arista)
- 『マスマティックス』 - Mathematics (1985年、MCA Records)
- 『トリビュート (歌の贈り物)』 - Tribute (1989年、Polygram)
- 『イフ・マイ・ハート・ハド・ウイングス』 - If My Heart Had Wings (1995年、Atlantic)
- Joy (1997年、Angel/EMI)
- The Colors of Christmas (1998年、Windham Hill)
- I Sent a Letter to My Love (1998年、LA Theatre Works) ※ミュージカルの録音盤
- 『エンジェル・ダンス』 - When I Look Down That Road (2004年、Koch)
- You Gotta Love the Life (2015年、Long Run Entertainment)
- The Fellas (2017年、Long Run Entertainment)
- M Re:View-Just You And I (2021年)

### コンピレーション・アルバム
- 『グレイテスト・ヒッツ』 - Greatest Hits (1983年、Arista) ※旧邦題『僕のメリサは世界一』
- The Many Moods of Melissa Manchester (1984年)
- 『ベスト・セレクション』 - Best Selection (1996年) ※日本限定
- The Essence of Melissa Manchester (1997年、Arista)
- Midnight Blue: Encore Collection (2001年)
- Platinum & Gold Collection (2004年)
- Playlist: The Very Best of Melissa Manchester (2013年)
- 『あなたしか見えない コンプリート・アリスタ・シングルス』 - Through The Eyes Of Love (2017年)